# Distrito de Ebibeyin
Ebibeyin es un distrito de Guinea Ecuatorial, en la parte este de la provincia Kié-Ntem, en la región continental del país. La capital del distrito es Ebibeyin. El censo de 1994 mostraba 45 557 habitantes en el mismo.
El distrito de Ebibeyin abarca los municipios de Ebibeyin y Bidjabidjan.